# Martin Hole
Martin Hole (Geilo, Noruega; 28 de julio de 1959 – 20 de febrero de 2024) fue un esquiador noruego especialista en esquí de fondo.

## Resultados

### Campeonato nacional de esquí
- Campeón de 15 kilómetros en 1985.
- Campeón de 30 kilómetros en 1986.

### Juegos Olímpicos
| Año  | Edad | 15 km | 30 km | 50 km | 4 × 10 km relevo |
| ---- | ---- | ----- | ----- | ----- | ---------------- |
| 1988 | 28   | —     | 31    | —     | —                |

### Campeonato mundial
| Año  | Edad | 15 km | 30 km | 50 km | 4 × 10 km relevo |
| ---- | ---- | ----- | ----- | ----- | ---------------- |
| 1985 | 25   | 14    | —     | —     | —                |
| 1987 | 27   | —     | —     | 11    | —                |

### Copa Mundial

#### Posiciones por temporada
| Temporada | Edad | General |
| --------- | ---- | ------- |
| 1983      | 23   | 45      |
| 1985      | 25   | 18      |
| 1986      | 26   | 10      |
| 1987      | 27   | 24      |
| 1988      | 28   | 30      |

#### Podios Individuales
| N.º | Temporada | Fecha    | Sede  | Evento             | Nivel        | Posición |
| --- | --------- | -------- | ----- | ------------------ | ------------ | -------- |
| 1   | 1985–86   | 8-3-1986 | Falun | 30 km Individual C | Copa Mundial | 3°       |

#### Podios por Equipo
| N.º | Temporada | Fecha     | Sede  | Evento             | Nivel        | Posición | Compañeros                     |
| --- | --------- | --------- | ----- | ------------------ | ------------ | -------- | ------------------------------ |
| 1   | 1984–85   | 17-3-1985 | Oslo  | Relevo 4 × 10 km   | Copa Mundial | 3°       | Mikkelsplass / Ulvang / Aunli  |
| 2   | 1985–86   | 9-3-1986  | Falun | Relevo F 4 × 10 km | Copa Mundial | 2°       | Monsen / Ulvang / Mikkelsplass |